# 구로다 사야코

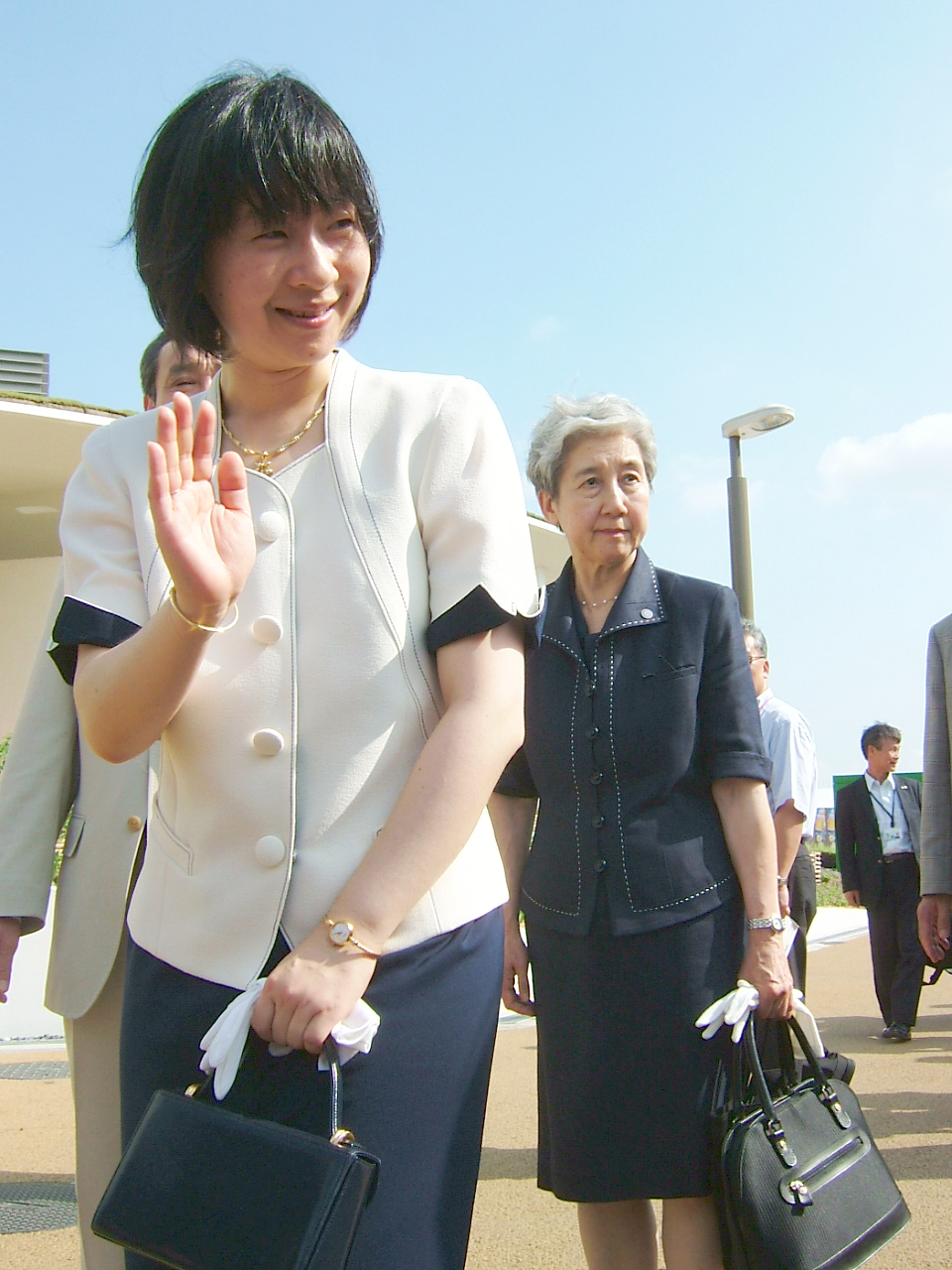
2005년 일본 국제 박람회에 참석한 구로다 사야코

구로다 사야코(일본어: 黒田清子, 1969년 4월 18일 ~ )는 일본의 전 황족으로, 아키히토 상황과 미치코 상황후의 딸이다. 원래의 이름은 노리노미야 사야코 내친왕(일본어: 紀宮清子内親王)이다. 2005년 11월 15일에 구로다 요시키와 혼인하면서 황적이탈되어 평민이 되었다.

## 약력
- 1969년 4월 18일 태어남
- 1974년 가쿠슈인유아원에 들어감
- 1976년 가쿠슈인초등과에 입학
- 1982년 가쿠슈인여자중등과에 입학
- 1985년 가쿠슈인여자고등과에 입학
- 1992년 가쿠슈인대학 문학부 국문학과 졸업. 야마시나조류연구소의 비상근연구조수가 됨
- 1998년부터 2005년 야마시나 조류연구소 비상근연구원. 동궁 어소와 황거의 조류 연구를 담당함. 이때의 성과를 바탕으로 평범사(平凡社)의 《일본동물대백과》의 물총새 항목을 손수 집필함
- 2004년 12월 30일, 둘째 오빠 아키시노노미야 후미히토의 가쿠슈인 시절의 동급생이던 도쿄도의 공무원 구로다 요시키와의 혼약을 발표

## 결혼
- 2005년 11월 15일 오전 11시경, 구로다 요시키와 데이코쿠호텔에서 천황과 미치코 황후 부처(夫妻)와 나루히토 황태자 부처가 참석한 가운데 결혼식을 거행됨.
  - 오후 2시경, 결혼 기자회견
  - 오후 4시경, 같은 호텔에서 천황 부처와 황태자 부처, 아키시노노미야 친왕 부처, 이시하라 신타로 도쿄 도 지사 등이 출석한 가운데 피로연을 거행. 신랑인 구로다 요시키(黑田芳樹)의 상사에 해당하는 도쿄 도지사 이시하라 신타로가 건배를 맡았다. 역대 천황이 내친왕의 피로연에 출석한 것은 이것이 처음이다.
  - 이날 신혼 집이 위치한 구청에서 혼인 신고를 수리하였으며, 이에 따라 일본 황족의 신분에서 이탈하여 호적이 생기고, 한 일본인으로서의 구로다 사야코가 되었다.
- 다음날인 11월 16일 궁내청 장관이 황통보에서 황족에서 이탈한 의미의 등록을 행했다. 이로써 선거권 및 피선거권과 국민연금, 납세, 국민건강보험료의 지불 의무 등의 일본 일반 국민의 권리와 의무가 부여되었다.[1] 또한 경호도 황거경찰본부에서 경시청으로 소관이 이전되었다.

## 에피소드
- 일본 황실전범 제정 이래 처음으로 부모와 함께 자란 내친왕이다.
- 역사상 처음으로 일을 해서 급여를 받은 내친왕이다.
- 천황의 딸이 결혼하는 것은 1970년 쇼와 천황의 막내딸 스가노미야 다카코 이후 45년만이었다.
- 결혼 이전에는 내친왕으로 국제 친선, 외국 방문, 사회 복지, 자선 사업 등에서 적극적으로 활동하였으며, 일본 궁내청과의 관계도 원만했다. 또한 아버지가 천황에 즉위하고, 2명의 오빠가 독립한 뒤에는 부모의 곁에서 지냈다. 특히 아버지가 전립선암에 걸린 때나, 어머니가 실어증을 앓았을 때는 부모의 곁에서 심신을 다해 떠받쳤다.
- 처음으로 황족이나 화족 출신이 아닌 남성과 결혼한 내친왕이다.
- 취미는 가쿠슈인중등과 시절부터 시작한 일본 무용으로, 자주 무대에 서고 있다. 또한 와카의 재능도 높게 평가되어 있다.
- 개를 사랑하며, 학생 시절에는 맹인 인도견 육성에도 관심을 기울였다. 동물을 좋아해, 비둘기에게 둘러싸여 미소짓는 모습 등 동물과의 사진이 전해지고 있다. 조부모였던 쇼와 천황과 고준 황후나 양친, 후미히토 친왕과 함께 찍은 사진에서도 재패니즈 칭이나 기슈 견 등의 애견이 있는 경우가 있다.
- 일본 애니메이션 애호가로 알려져있다. 중학시절부터 대학시절까지 항상 애니메이션계 동아리에 소속되어 있었으며, 친구가 발행하던 애니메이션 동인지에 기고한 적도 있다고 전한다. 대학시절에는 미야자키 하야오의 루팡 3세 카리오스트로의 성의 단독 상영회도 기획·주최했다고 전한다.
- SF 소설 등도 좋아한다.
- 부부가 모두 만혼이어서, 자녀는 아직 없다.